# Białka (Biała Podlaska)
Białka – część miasta Białej Podlaskiej w województwie lubelskim, położona na wschód od centrum miasta. Jej główną osią jest ulica Białka.

## Historia
Białka to dawniej samodzielna miejscowość (folwark). W latach 1867–1921 należała do gminy Sidorki w powiecie bialskim, początkowo w guberni siedleckiej, a od 1919 w woj. lubelskim.
1 sierpnia 1921 miejscowość włączono do Białej Podlaskiej.